# Бой при Гъндач (1902)
 Тази статия е за Сражението на Гъндач.  За битката от 12 септември 1903 година вижте Бой при Гъндач.  
Сражението на Гъндач е бой между сдружените чети на Вътрешната македоно-одринска революционна организация, начело с Апостол войвода и Иванчо Карасулията срещу османски аскер.

## Действия
Апостол Петков получава нареждане от Централния комитет на ВМОРО на 17 юни 1902 година да обезоръжи Иванчо Карасулийски, който е преминал към Върховния комитет и агитира за повдигане на въстание. Стига се до престрелки между двете чети, но благодарение на местното население войводите се помиряват в село Ливада, а на 28 юни 1902 година водят сражение на Гъндач срещу турски аскер. По-късно Апостол Петков и Павле Кониковски обезоръжават върховистката чета на Атанас Орджанов. През ноември Павле Кониковски заболява и умира, като остават съмнения, че е отровен от завист от Апостол Петков. В създалата се ситуация братята Лазар, Гоно, Димитър и Траян Доямови се отцепват от четата на Апостол, а по-късно преминават на страната на гръцката пропаганда в Македония.